# British Aerospace

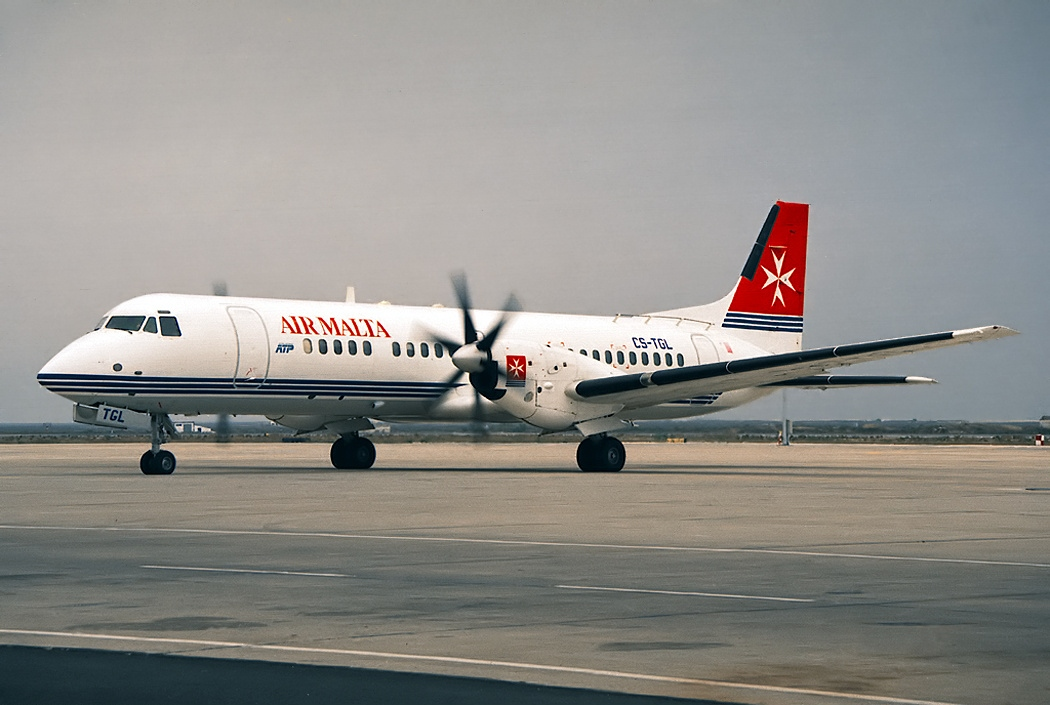
BAe ATP.

A British Aerospace (BAe) era uma empresa aeronáutica do Reino Unido fundada em 1977 que foi incorporada na BAE Systems em 1999.

## História
A companhia foi criada em 29 de abril de 1977, como consequência do Aircraft and Shipbuilding Industries Act, que determinou a fusão e nacionalização das seguintes empresas: British Aircraft Corporation, Hawker Siddeley Aviation, Hawker Siddeley Dynamics e Scottish Aviation.
Em 1979 a BAe passou a participar oficialmente da Airbus, produzindo asas para as suas aeronaves.